# ستيفان شنايدر
ستيفان شنايدر هو لاعب هوكي الجليد كندي، ولد في 13 ديسمبر 1989 في فيرنون في كندا.

## وصلات خارجية
- ستيفان شنايدر على موقع EliteProspects.com (الإنجليزية)
- ستيفان شنايدر على موقع HockeyDB.com (الإنجليزية)